# 萨姆·米切尔
小塞缪尔·E·米切尔（英語：Samuel E. Mitchell Jr.，1963年9月2日—），美国NBA联盟前职业篮球运动员、教练。他在1985年的NBA选秀中第3轮第54顺位被休斯顿火箭选中。

## 職業生涯
米切爾，一個6'6“（198厘米），210磅（95千克）的小前鋒，畢業於哥倫布高中。後來，他使用了學院籃球在Mercer大學的四個賽季（1981-85），並取得了近2000點，成為熊隊歷史上的頭號得分手，他帶領球隊無論是常規賽和季后賽跨美洲大西洋會議冠軍在1985年這樣一來，球隊取得了NCAA錦標賽的一年。然後他在1985年的NBA選秀被休士頓火箭隊與第7順位第三輪第54順位。
米切爾後，直到1989年加盟明尼蘇達森林狼隊，在他們的首個賽季並沒有開始在NBA打球。之前，他的NBA生涯，他度過了三個賽季（1985-88）在大陸籃球協會，效力於威斯康星州的傳單和拉皮德城驚悚，和在蒙彼利埃（由皮埃爾·加勒執教）的法甲聯賽德國民籃球隊的1987-88和1988-89整個賽季結束。此後，米切爾開始了他的NBA生涯，先消費與森林狼的三個賽季。期間，他在明尼阿波利斯打球的日子，他拿下了職業生涯最高的37分對陣費城76人隊於2月3日，1991年9月8日，1992年他被交易以及控球後衛維尼理查森印第安納步行者換來了小前鋒查克人和控球後衛邁克爾·威廉斯。花了三年時間與步行者後，他回到了森林狼為他餘下的職業生涯，在2002年退休米切爾居全國第二位在得分，搶斷和上場時間狼隊歷史，是第三個總籃板數之前。

## 教練生涯
米切爾退休擔任密爾沃基雄鹿隊兩個賽季的助理教練直到2004年，然後，他簡要地成為擴張夏洛特山貓隊作為他們最助理教練的一部分後，幾乎立即返回NBA，直到多倫多猛龍隊時，他接替被解僱的凱文·奧尼爾擔任猛龍隊歷史第六個總教練。
米切爾2007年1月被評為當月的教練，他的努力帶來了多倫多猛龍隊回到0.500和領導大西洋賽區。 2007年3月30日，猛龍擊敗華盛頓奇才，米切爾得到了他的NBA執教第100勝。
米切爾[他與重建在他的第一年作為教練團隊奮鬥，在2006-07賽季還帶領多倫多猛龍]隊在NBA歷史上獲得了大西洋賽區的第一個分區冠軍的球隊。 2007年4月24日，他被評為年度2006-07NBA教練。
2015年9月10日，明尼蘇達森林狼隊宣布，桑德斯動霍奇金淋巴瘤手術，而助理教練米切爾（Sam Mitchell）將擔任臨時主教練的角色。10月25日，桑德斯逝世，享年60歲。由米切爾正式接任主教練。
2007年5月22日，帶領猛龍隊自2002年以來他們的第一個季后賽亮相，經過很多猜測，米切爾與猛龍隊簽下四年合約。在2007年11月25號米切爾超越威爾肯斯為隊史最多勝的是猛龍隊的在位時間最二長的主教練。2008年12月3日，開始到2008-09賽季在帶領猛龍以一個令人失望的8勝9敗，米切爾被解雇職務作為球隊的主教練。助理教練傑伊·特里亞諾接管了猛龍隊的臨時主教練的位置。
燒結是由TNT加班船員嘲笑，因為猛龍隊在.500只有一場比賽在焙燒時。克里斯·韋伯預測他們會不會是“在另一位教練一樣好事實上賽季餘下的比賽猛龍拿下25勝40敗成績。
7月19日米切爾被聘為由新澤西網隊助理教練，2010年12月6日，籃網聘請P·J·卡萊西莫和馬里奧·伊利斯的助理教練和米切爾被重新分配給球探的位置。
2012年，美國的米切爾命名主教練在台灣選擇2012威廉瓊斯杯和他的團隊完成了銅牌。2014年6月16日，米切爾被聘為明尼蘇達森林狼助理教練。
2015年9月11日，米切爾成為森林狼隊臨時主教練後，桑德斯不得不採取停薪留職在被診斷出患有霍奇金淋巴瘤後接受治療。2015年10月25日，桑德斯在60歲是逝世後米切爾成為代理主教練。
2016年4月13日，作為本賽季的最後一場比賽後，森林狼隊的臨時主帥米切爾被解除了臨時主教練職務，森林狼隊開始尋找的新任教練。
2018年6月13日，米切爾被孟菲斯大學聘為安芬利·哈德威助理教練。在擔任孟菲斯助理教練之一後，Sam Mitchell不再參加該計劃

## 總教練戰績
| 隊伍 | 年份    | 常規賽 | 常規賽 | 常規賽 | 常規賽 | 常規賽           | 季後賽     |
| 隊伍 | 年份    | 比賽   | 勝     | 負     | 勝率   | 排名             | 季後賽     |
| ---- | ------- | ------ | ------ | ------ | ------ | ---------------- | ---------- |
| TOR  | 2004-05 | 82     | 33     | 49     | .402   | 大西洋賽區第四名 |            |
| TOR  | 2005-06 | 82     | 27     | 55     | .329   | 大西洋賽區第四名 |            |
| TOR  | 2006-07 | 82     | 47     | 35     | .573   | 大西洋賽區第一名 | 第一輪失利 |
| TOR  | 2007-08 | 82     | 41     | 41     | .500   | 太西洋賽區第二名 | 第一輪失利 |
| TOR  | 2008-09 | 17     | 8      | 9      | .471   | (解雇)           |            |
| MIN  | 2015-16 | 82     | 29     | 53     | .354   | 西北賽區第五名   |            |
| 總計 | 總計    | 427    | 185    | 242    | .433   |                  |            |